# Masters de Madrid 2005

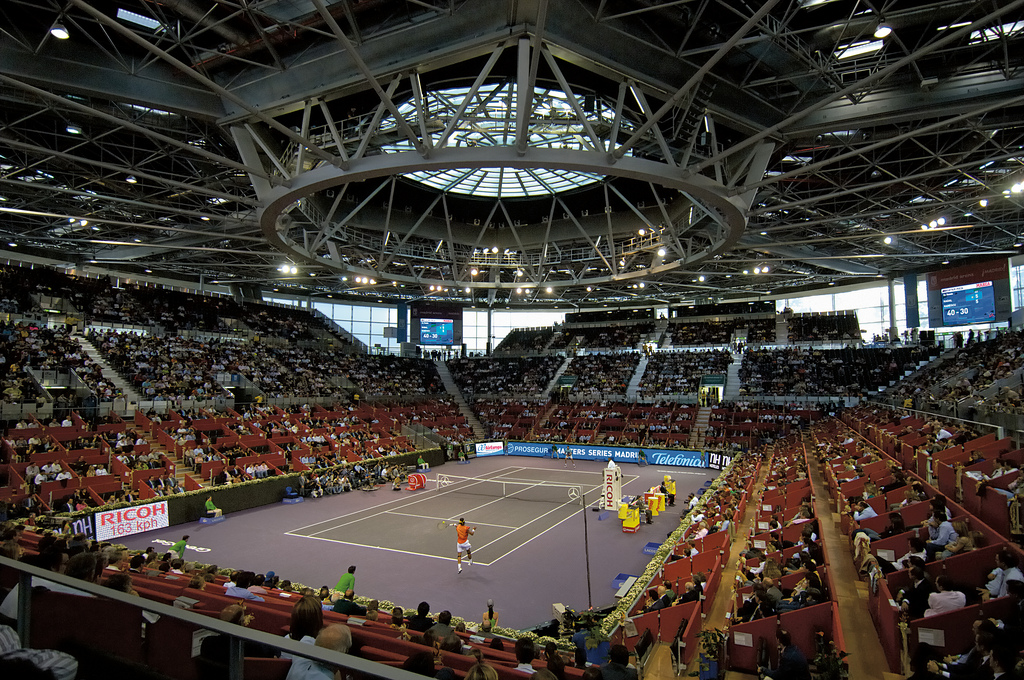
«Madrid Arena» sede del Masters de Madrid 2005.

El Masters de Madrid 2005 (también conocido como Mutua Madrileña Masters Madrid por razones de patrocinio) fue un torneo de tenis jugado sobre pista dura. Fue la cuarta edición de este torneo. El torneo masculino formó parte de los ATP World Tour Masters 1000 en la ATP. Se celebró entre el 13 y el 19 de octubre de 2005.

## Campeones

### Individuales masculinos
Rafael Nadal vence a  Ivan Ljubičić, 3–6, 2–6, 6–3, 6–4, 7–6(7–3).

### Dobles masculinos
Mark Knowles /  Daniel Nestor vencen a  Leander Paes /  Nenad Zimonjić,  3–6, 6–3, 6–2.